# Skinwalker
Skinwalker (v navažštině Yee naaldlooshii) je druh čarodějů z indiánských legend kmene Navaho, který se dokáže proměnit ve zvíře. Podle legend, když se člověk stane knězem a pak usmrtí svého lidského blízkého, stane se z něj Skinwalker.
Legendy o vzhledu Skinwalkera se liší. Podle některých je Skinwalker stvoření podobné vlkodlakovi s planoucíma očima, jiné zase popisují humanoidní, mrštnou postavu s holou kůží (podobnou Glumovi z Pána Prstenů). Někdo zase tvrdí, že je podobný strážci lesa Lešijovi-podle některých má Skinwalker na obličeji masku ze srnčí či sobí lebky.
Skinwalker je údajně odolný i proti střelám z pistole a jakékoliv lidské snažení s ním nic neudělá.[zdroj⁠?!]

## Původ označení a popis
V jazyce Navahů se skinwalkerům říká Yee naaldlooshii, což v překladu znamená něco, co může chodit po čtyřech nohou. První zmínky pochází z bájí a mýtů indiánského kmene Navajo, který je popisuje jako jeden z možných druhů čarodějnic a mágů. Samotní Navahové o těchto tvorech neradi mluví s cizinci, a možná i proto se rozšířily strašidelné historky o tomto specifickém druhu čarodějů.
Dle knihy Hunt For The Skinwalkers od Richarda Bachmana jsou skinwalkeři schopní se přeměňovat ve zvířata, zejména vlky a kojoty. Oblékají se do kůží ulovené zvěře a barví se přírodními barvami podobně jako indiáni.